# Station Den Helder Zuid
Station Den Helder Zuid is een spoorwegstation in Den Helder aan staatslijn K (Den Helder – Amsterdam). Het huidige station heeft twee perronsporen.

## Geschiedenis
Het station is geopend op 31 mei 1980 om de destijds nieuwe Helderse wijken Nieuw-Den Helder, De Schooten en Julianadorp te ontsluiten.
De wanden van het tunneltje onder het station werd in 2006 door kinderen versierd met mozaïek. Het station werd door reizigers meerdere malen beoordeeld als slechtste station van Nederland.
Vanwege de verouderde staat van het station werden in 2017 plannen gemaakt om het station te vernieuwen. Voor een betere toegankelijkheid werd het station in 2019 uitgerust met liften. Tijdens storm Eunice in 2022 stortte een deel het van het perron, met wachthokje, in de naastgelegen sloot. In verband met de ontsluiting van de veerboot naar Texel waren er slechts enkele maanden per jaar waarin het spoor afgesloten kon worden voor werkzaamheden. Tijdens wegwerkzaamheden in de omgeving kon ook niet worden gewerkt en zo duurde het nog tot maart 2025 voordat de verbouwing kon worden uitgevoerd. Voorbereidende werkzaamheden vonden eind 2024 plaats. Voor de verbouwing lag het treinverkeer gedurende twee weken volledig stil. Tegelijk met de werkzaamheden werden ook in Schagen en Heerhugowaard spoorwerkzaamheden verricht. Het station werd vrijwel volledig vernieuwd.

## Woningbouw
In mei 2020 werd door het college van burgemeester en wethouders het besluit genomen om woningen te ontwikkelen rondom het station. In 2024 ging de gemeenteraard hiermee akkoord. Het plan omvat het bouwen van zestig woningen en een fietstunnel onder het spoor door, al is de komst van de tunnel onzeker.

## Afbeeldingen

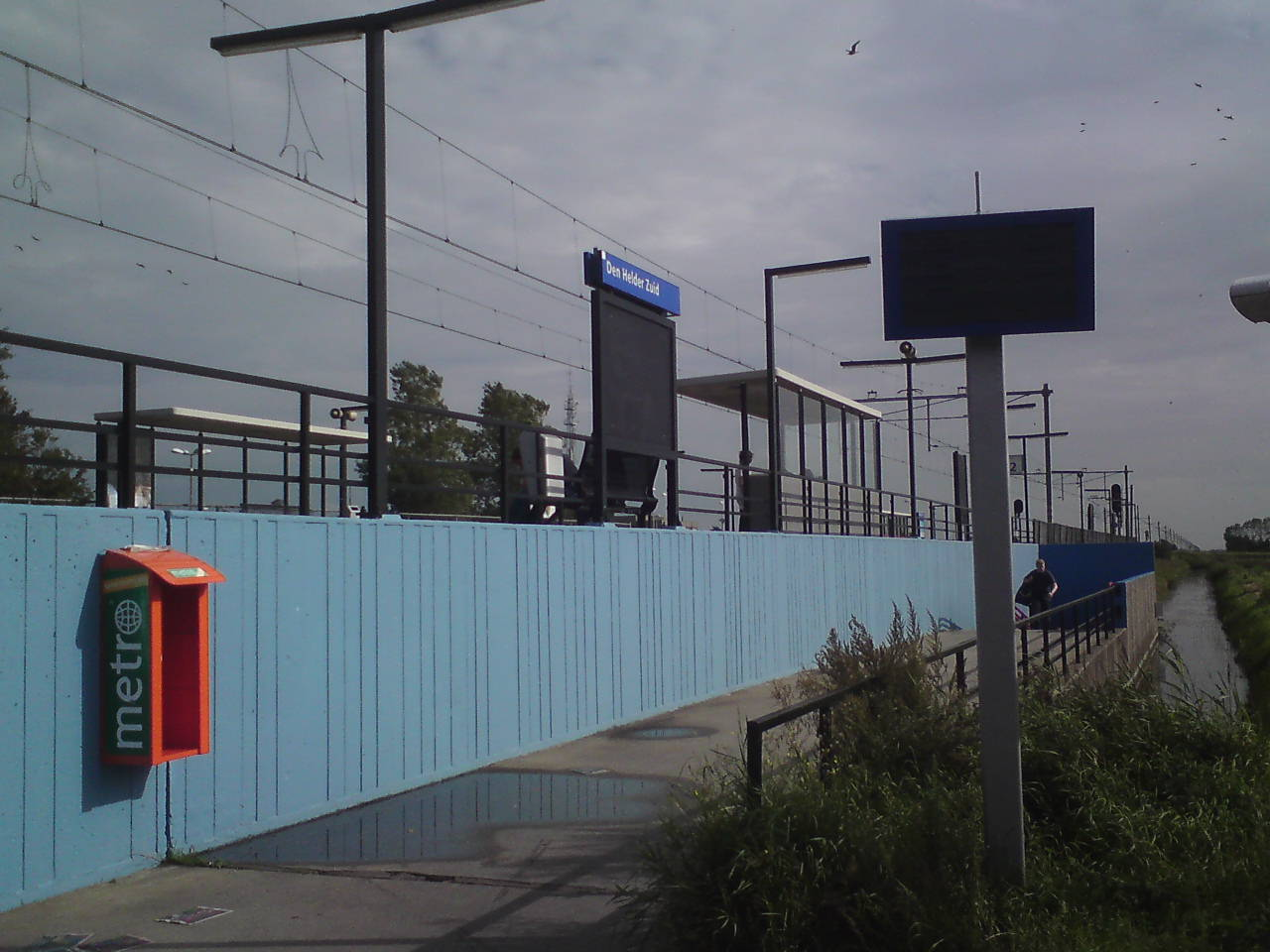
Station in 2011
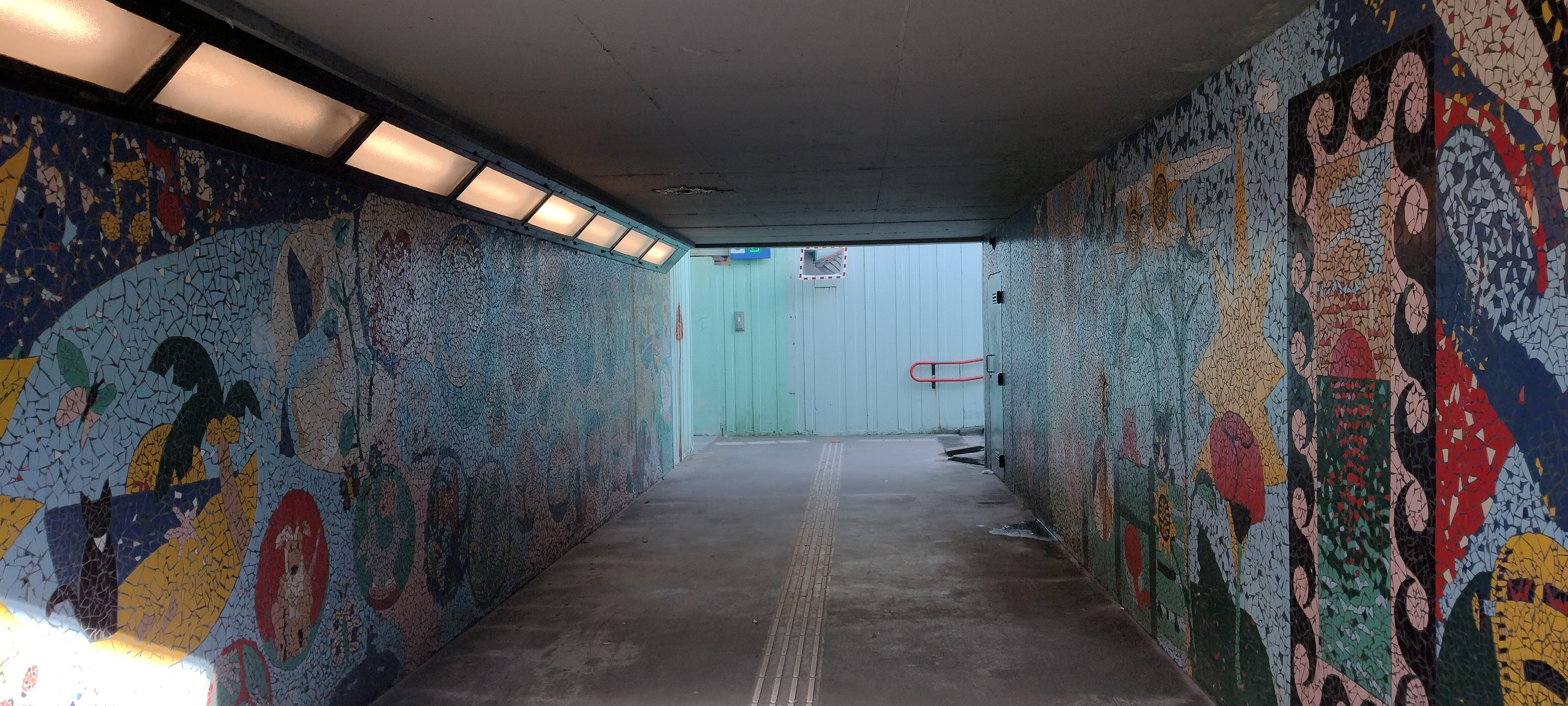
Tunnel onder de sporen
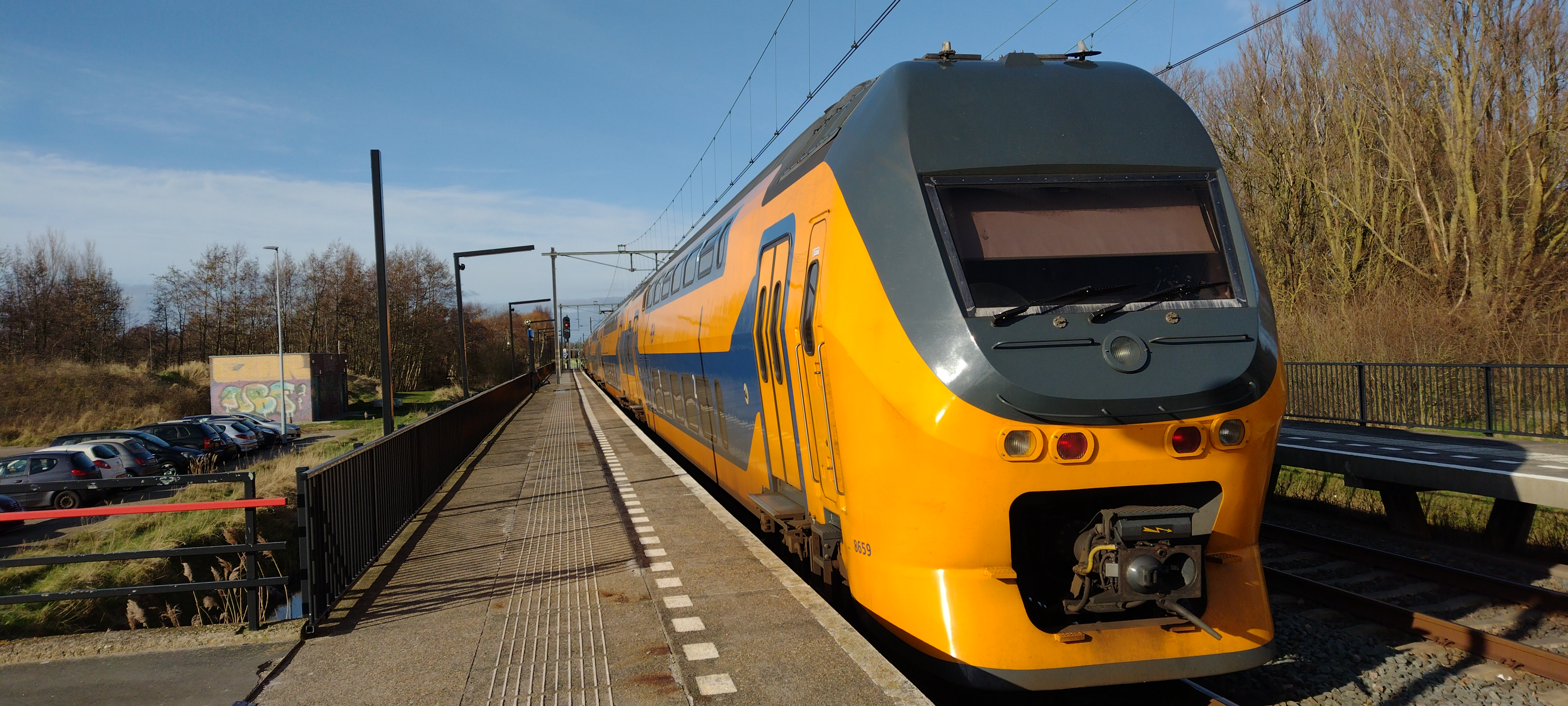
VIRM op het station
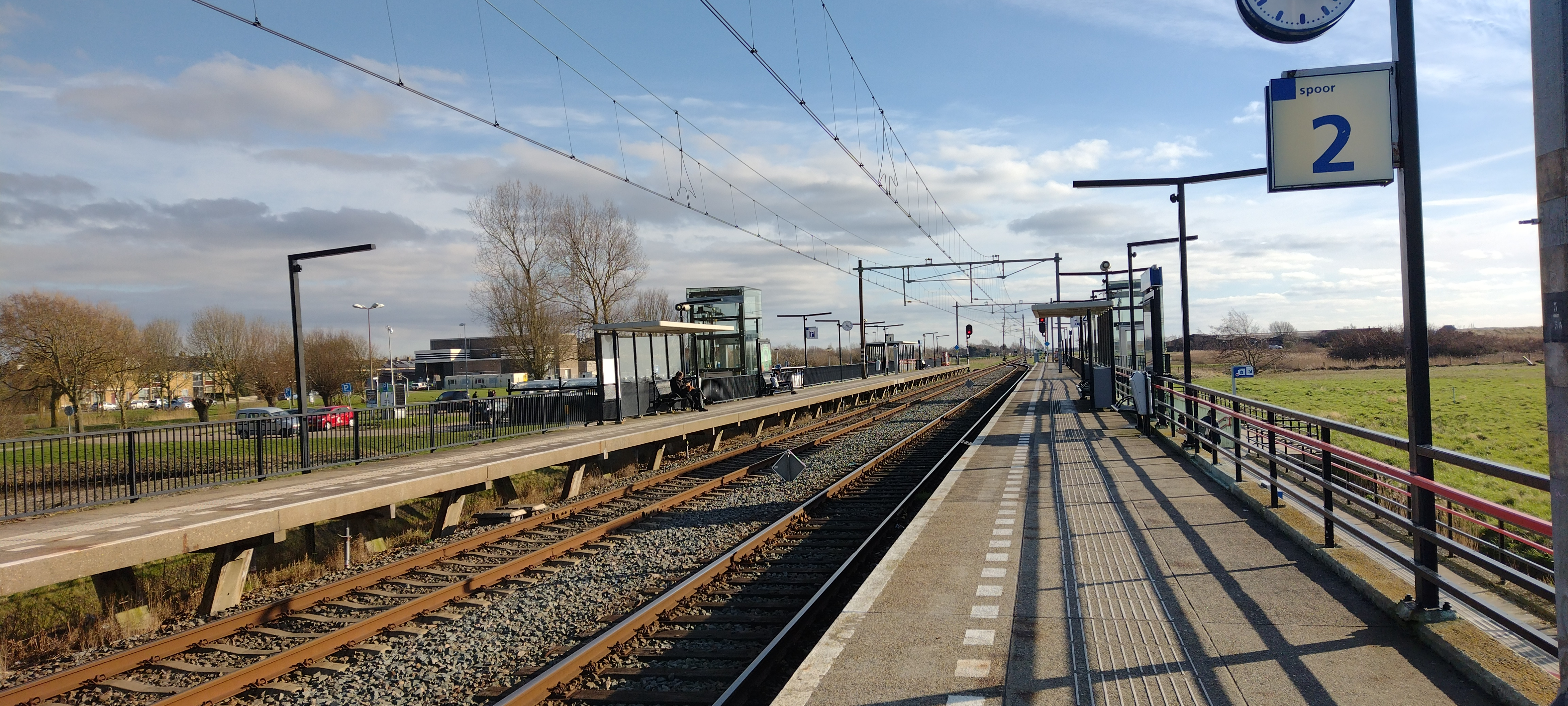
De voormalige perrons in 2024
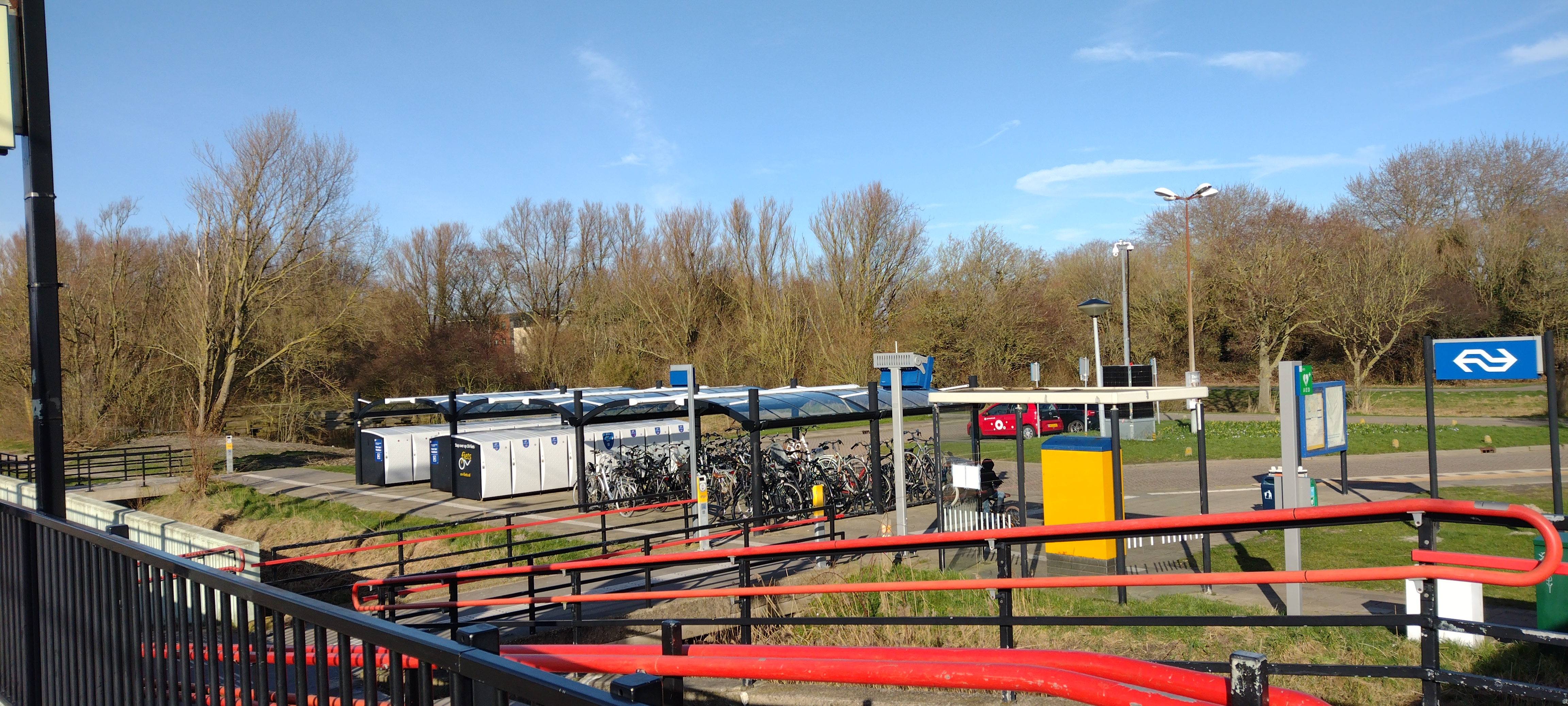
Fietsenstallingen en bushalte aan de oostkant

## Treinverbindingen
Den Helder Zuid wordt in de dienstregeling 2025 bediend door de volgende treinseries:
| Serie | Treinsoort     | Route | Bijzonderheden |
| ----- | -------------- | --- | --- |
| 2700  | Intercity (NS) | Maastricht – Sittard – Roermond – Weert – Eindhoven Centraal – 's-Hertogenbosch – Utrecht Centraal – Amsterdam Centraal – Alkmaar – (Den Helder Zuid – Den Helder)              | Rijdt van maandag t/m donderdag tot 20:00 uur tussen Alkmaar en Maastricht. Rijdt op vrijdag en in het weekend enkel tussen Alkmaar en Amsterdam Centraal. Tijdens de spits rijden 2 ritten in spitsrichting door van/naar Den Helder. Rijdt niet 's avonds na 20:00. Wordt na 20:00 uur, op vrijdag en in het weekend tussen Amsterdam Centraal en Maastricht vervangen door intercity 2900. |
| 3000  | Intercity (NS) | Nijmegen – Arnhem Centraal – Ede-Wageningen – Veenendaal-De Klomp – Driebergen-Zeist – Utrecht Centraal – Amsterdam Centraal – Zaandam – Alkmaar – Den Helder Zuid – Den Helder | Veenendaal-De Klomp wordt alleen na 19:00 bediend door deze serie. |

## Busdiensten vanaf station Den Helder Zuid
| Lijn       | Route |
| ---------- | --- |
| Connexxion | |
| 30         | Den Helder station - Noordwest Ziekenhuis Den Helder - Nieuw-Den Helder - Den Helder Zuid station - Julianadorp |
| 31         | Den Helder station - Den Helder centrum - Nieuw-Den Helder - Oud Den Helder - Den Helder Zuid station           |
| 34         | Den Helder station - De Schooten - Den Helder Zuid station                                                      |

## Ontwikkeling aantal reizigers
Het aantal door NS vervoerde reizigers (per gemiddelde werkdag) ontwikkelde zich sedert 2019 als volgt:
| Jaar | Aantal reizigers |
| ---- | ---------------- |
| 2019 | 2.210            |
| 2020 | 1.137            |
| 2021 | 1.249            |
| 2022 | 1.598            |
| 2023 | 1.657            |
| 2024 | 1.582            |